# Mr. Jealousy
Pour plus de détails, voir Fiche technique et Distribution.
Mr. Jealousy est un film américain réalisé par Noah Baumbach, sorti en 1997.

## Fiche technique
- Titre : Mr. Jealousy
- Réalisation : Noah Baumbach
- Scénario : Noah Baumbach
- Pays d'origine : États-Unis
- Genre : comédie romantique
- Date de sortie : 1997

## Distribution
- Eric Stoltz : Lester Grimm, alias Vince
- Annabella Sciorra : Ramona Ray
- Chris Eigeman : Dashiell Frank
- Carlos Jacott : Vince, alias Leo
- Marianne Jean-Baptiste : Lucretia
- Brian Kerwin : Stephen
- Peter Bogdanovich : Dr. Howard Poke
- Helen Hanft : Millie
- Noah Baumbach : Arliss
- Eddie Kaye Thomas : Nat
- Bridget Fonda : Irene